# Џибути на Олимпијским играма
Џибути је први пут учествовао на Летњим олимпијским играма 1984. у Лос Анђелесу и од тада је стални учесник Летњих олимпијских игара. На Зимским олимпијским играма није учествовао.
Прву и једину медаљу закључно са Летњим олимпијским играма 2012. у Лондону освојио је у маратонској трци Ахмед Салах у Сеулу 1988.
Национални олимпијски комитет Џибутија основан је 1983. а примљен у МОК 1984. године.

## Медаље

### Освајачи медаља
| Медаља | Име(на)     | Игре       | Спорт    | Дициплина |
| ------ | ----------- | ---------- | -------- | --------- |
| Бронза | Ахмед Салах | 1988. Сеул | Атлетика | маратон   |

### Учешће и освојене медаље на ЛОИ
| Учешће и освојене медаље Џибутија на ЛОИ |                        |        |      |      |       |       |        |        |        |         |
| ЗОИ                                      | Носилац заставе        | Учешће | Муш. | Жене | спорт | Злато | Сребро | Бронза | Укупно | Пласман |
| 1984. Лос Анђелес                        | Djama Robleh           | 3      | 3    | 0    | 1     | 0     | 0      | 0      | 0      | -       |
| 1988. Сеул                               |                        | 6      | 6    | 0    | 2     | 0     | 0      | 1      | 1      | 46      |
| 1992. Барселона                          |                        | 8      | 8    | 0    | 3     | 0     | 0      | 0      | 0      | -       |
| 1996. Атланта                            | Ахмед Салах            | 5      | 5    | 0    | 2     | 0     | 0      | 0      | 0      | —       |
| 2000. Сиднеј                             | Djama Robleh           | 2      | 1    | 1    | 1     | 0     | 0      | 0      | 0      | -       |
| 2004. Атина                              | Zeinab Mohamed Khaireh | 2      | 1    | 1    | 2     | 0     | 0      | 0      | 0      | -       |
| 2008. Пекинг                             | Ахмед Салах            | 2      | 1    | 1    | 1     | 0     | 0      | 0      | 0      |         |
| 2012. Лондон                             |                        |        |      |      |       |       |        |        |        |         |
| 2016. Рио де Жанеиро                     |                        |        |      |      |       |       |        |        |        |         |
| 2020. Токио                              |                        |        |      |      |       |       |        |        |        |         |
| 2024. Париз                              |                        |        |      |      |       |       |        |        |        |         |
| 2028. Лос Анђелес                        | предстојећи догађај    |        |      |      |       |       |        |        |        |         |
| 2032. Бризбејн                           | предстојећи догађај    |        |      |      |       |       |        |        |        |         |
| Укупно                                   |                        | 28     | 25   | 3    |       | 0     | 0      | 1      | 1      |         |

### Преглед учешћа спортиста Џибутија по спортовима на ЛОИ
| Спорт      | Период | Период   | Укупно | Мушкарци | Жене | Злато | Сребро | Бронза | Укупно |
| Спорт      | Прво   | Последње | Укупно | Мушкарци | Жене | Злато | Сребро | Бронза | Укупно |
| ---------- | ------ | -------- | ------ | -------- | ---- | ----- | ------ | ------ | ------ |
| Атлетика   | 1984   | 2008.    | 14     | 12       | 2    | 0     | 0      | 1      | 1      |
| Једрење    | 1988   | 1996     | 2      | 2        | 0    | 0     | 0      | 0      | 0      |
| Џудо       | 1992   | 1992     | 2      | 2        | 0    | 0     | 0      | 0      | 0      |
| Укупно (3) |        |          | 18     | 16       | 2    | 0     | 0      | 0      | 0      |

Разлика у горње две табеле од 10 учесника, ((9) мушкараца и (1) и жена) настала је у овој табели јер је сваки спотиста без обриза колико је пута учествовао на играма и у колико разних спортова на истим играма рачунат само једном.

## Занимљивости
- Најмлађи учесник: Roda Ali Wais, 16 година и 162 дана Сиднеј 2000. атлетика
- Најстарији учесник: Ахмед Салах, 39 година и 217 дана Атланта 1996. атлетика
- Највише медаља: 1 Ахмед Салах (1 зл.)
- Прва медаља: - Ахмед Салах (1988)
- Прво злато: - Ахмед Салах (1988)
- Најбољи пласман на ЛОИ: 46
- Најбољи пласман на ЗОИ: -